# Třída Hunt II
Třída Hunt II byla druhou podskupinou eskortních torpédoborců třídy Hunt, sloužících v Royal Navy z období druhé světové války. Postaveno jich bylo celkem 33 kusů. Sedm bylo za druhé světové války potopeny. Patnáct kusů bylo předáno dalším uživatelů. Používaly je Dánsko, Indie, Norsko, Polsko, Řecko.

## Pozadí vzniku

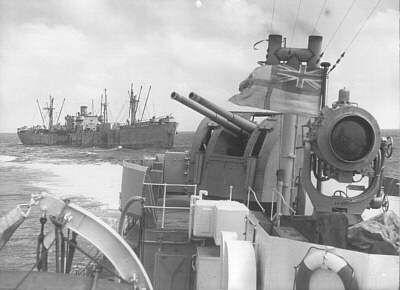
102mm kanóny torpédoborce Badsworth

Celkem bylo postaveno 33 jednotek této třídy, které vstupovaly do služby v letech 1941–1942.

## Konstrukce

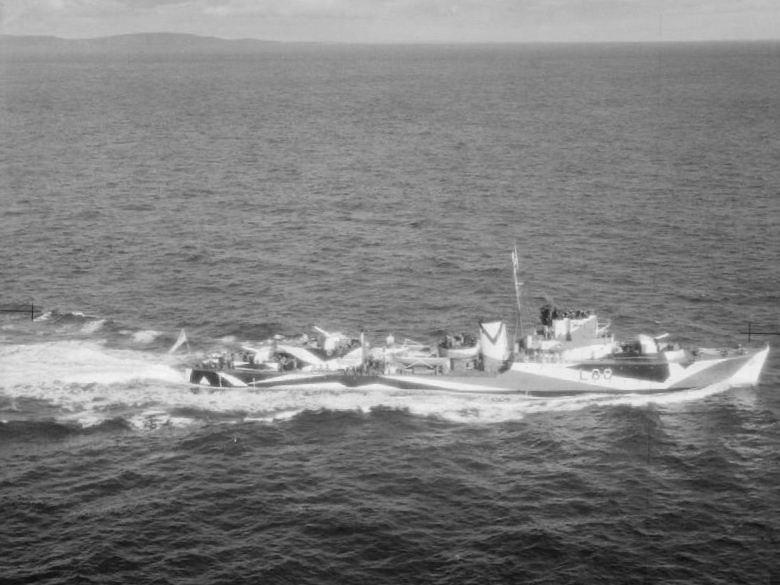
HMS Lamerton

Hlavní výzbrojí bylo šest dvouúčelových 102mm kanónů, které doplnily čtyři 40mm kanóny a dva 20mm kanóny Oerlikon. Protiponorková výzbroj byla posílena. K napadání ponorek sloužily čtyři vrhače a dvě skluzavky pro svrhávání hlubinných pum. Pohonný systém tvořily dvě parní turbíny a dva kotle. Lodní šrouby byly dva. Nejvyšší rychlost dosahovala 29 uzlů.

## Operační služba
Za druhé světové války bylo ztraceny celkem sedm jednotek třídy Hunt II.
- HMS Heythrop (L85) potopila 20. března 1942 německá ponorka U 652.
- HMS Southwold (L10) se potopil 24. března 1942 po najetí na minu.
- HMS Grove (L77) potopila 12. června 1942 německá ponorka U 77.
- HMS Eridge (L68) těžce poškozen 29. srpna 1942 zásahem torpéda a neopraven.
- HMS Puckeridge (L108) byl 6. září 1943 potopen německou ponorkou U 617.
- HMS Dulverton (L63) potopila 13. listopadu 1943 německá kluzáková bomba.
- Kujawiak se u Malty potopil po najetí na minu.

## Zahraniční uživatelé

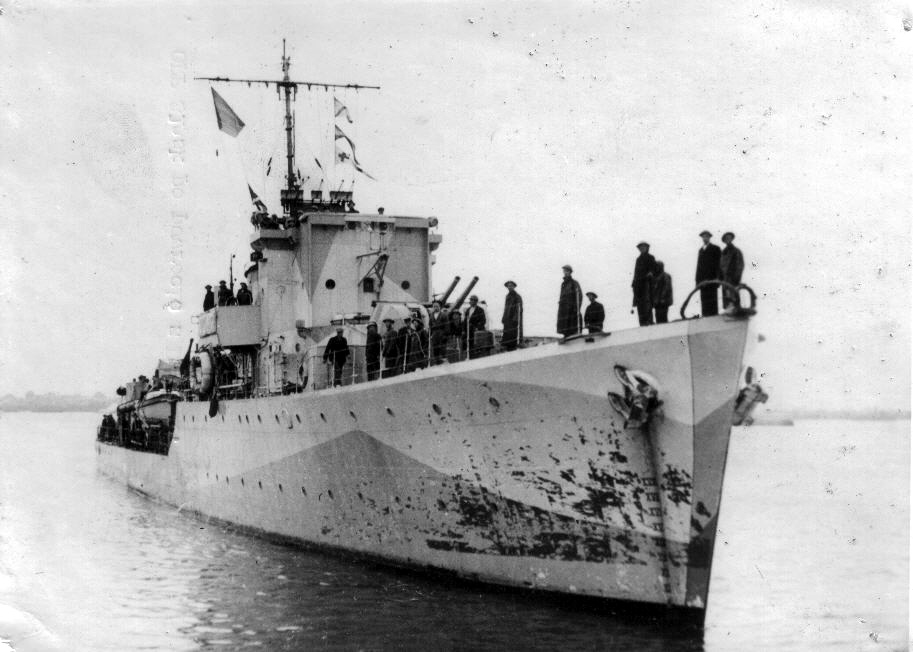
Ślązak v Dieppe

- Dánsko – Dánské královské námořnictvo získalo v letech 1952–1953 torpédoborce HMS Blackmore (L43), HMS Calpe (L71) a HMS Exmoor (L08), které provozovalo jako Esbern Snare, Rolf Krake a Valdemar Sejr.
- Indie – Indické námořnictvo získalo roku 1953 torpédoborce HMS Bedale (L26), HMS Chiddingfold (L31) a HMS Lamerton (L88), přejmenovalo je na INS Godavari (D92), INS Ganga (D94) a INS Gomati (D93). Vyřazeny byly v 70. letech.
- Západní Německo – Německé námořnictvo získalo roku 1958 torpédoborec HMS Oakley (L98), který provozovalo jako Gneisenau.
- Norsko – Norské královské námořnictvo získalo v roce 1946 torpédoborce HMS Badsworth (L03) a HMS Beaufort (L14), v 50. letech přidalo ještě HMS Zetland (L59). Provozovalo je jako Arendal, Haugesund a Tromsø.
- Polsko – Polské námořnictvo za války získalo torpédoborce Bedale, HMS Oakley (L72) a HMS Silverton (L115). Provozovalo je jako Ślązak, Kujawiak a Krakowiak.
- Řecko – Řecké námořnictvo roku 1943 získalo torpédoborce HMS Bramham (L51) a HMS Hursley (L84), přejmenované na Themistocles (D 29) a Kriti (D 48). Rok po válce získalo ještě HMS Lauderdale (L95), přejmenovaný na Aegeon (D 03). Řecko je klasifikovalo jako fregaty a vyřadilo roku 1959.